# Centre européen d'études de sécurité et d'analyse des risques
Le Centre européen d'études de sécurité et d'analyse des risques, ou CEESAR, est une structure associative réalisant des études accidentologiques, de biomécanique et de physiologie de la conduite pour différents partenaires, notamment les constructeurs automobiles et motos, les équipementiers, des assureurs, les pouvoirs publics.
Ce centre de recherches réalise des travaux qui ne peuvent être réalisés directement par les partenaires industriels, notamment les recherches expérimentales sur sujet humain post-mortem (SHPM) dans le cadre du don du corps pour la science. En tant qu'organisme de recherche, le CEESAR a accès à des informations confidentielles, comme les dossiers médicaux. Il est implanté sur trois sites : Nanterre, Evreux et Amiens.

## Travaux
Dans le cadre du projet RIDER, un rapport détaillé sur l'accidentologie des motocyclistes, de l'environnement routier et des équipements de sécurité a été réalisé,,